# ディストロファエウス
ディストロファエウス（Dystrophaeus）はジュラ紀後期キンメリッジアン前期、約1億5570万年前に生息していた恐竜の絶滅属である 。おそらくディプロドクス科の竜脚類である。化石はアメリカ、ユタ州のモリソン累層（en）で発見されている。体重は12 tほどと推定されている。

## 記載
タイプ種はD. viaemalaeで1887年にE.D.コープにより記載された。属名は"粗い関節 "を意味し、ギリシャ語で"悪い"を意味するdysと" 関節 "を意味するstropheusから派生し、軟骨に付着するための穴の開いた関節面にちなんでいる。種小名はラテン語で"悪路の"を意味するviae malaeからで化石を発見、調査、回収するための困難な道のりにちなんでいる。ホロタイプ標本USNM 2364は部分的な骨格から構成され、1859年8月にJohn Strong Newberryによって発見された尺骨1個、76 cmの上腕骨1個、肩甲骨1個、部分的な橈骨、および、いくつかの中手骨が含まれている。これらはより古いオクスフォーディアン-カロビアンのものだとされることもあるが、おそらくモリソン累層の層序領域1（キンメリッジアン前期）のものだろう。ディストロファエウスはアメリカで最初に発見された竜脚類の1つである;これ以前には1855年にアストロドンの数本の歯が発見されている。

## 分類
ディストロファエウスの分類はだいぶ混乱していた。1877年コープは単に三畳紀の恐竜であるとした。Henri-Émile Sauvageは1882年にディストロファエウスは竜脚類であると気づき、アトラントサウルス科（Atlantosauridae）であるとした。しかしながら、1885年にO.C.マーシュはステゴサウルス科へ属させてしまった。フリードリヒ・フォン・ヒューネは1904年、初めてこれがジュラ紀のものであるとし、独自の科である ディスティロサウルス科（Dystrophaeidae）を作り、草食性の獣脚類であるとした 。フォン・ヒューネは1908年には間違いに気づいて竜脚類のケティオサウルス科に分類し、1927年にはカルディオドン科（Cardiodontinae）へと改正した。1966年にはアルフレッド・ローマー（en）はこれをブラキオサウルス科の亜科とみなしたケティオサウルス亜科（Cetiosaurinae）に配置した。
ついには、David Gilletteによる現代的な解析の結果、ディストロファエウスはディプロドクス科のメンバーであると結論された。しかしながら、多くの研究者はこのタクソンを疑問種（nomen dubium）だとみなしている。 

## 参照
1. ↑  Turner, C.E. and Peterson, F., (1999). "Biostratigraphy of dinosaurs in the Upper Jurassic Morrison Formation of the Western Interior, U.S.A." Pp. 77–114 in Gillette, D.D. (ed.), Vertebrate Paleontology in Utah. Utah Geological Survey Miscellaneous Publication 99-1.
2. ↑  Foster, J.R. (2003). Paleoecological Analysis of the Vertebrate Fauna of the Morrison Formation (Upper Jurassic), Rocky Mountain Region, U.S.A. New Mexico Museum of Natural History and Science:Albuquerque, New Mexico. Bulletin 23.
3. ↑  E. D. Cope, 1877, "On a dinosaurian from the Trias of Utah", Proceedings of the American Philosophical Society 16: 579-584
4. ↑  Foster, J. (2007). "Appendix." Jurassic West: The Dinosaurs of the Morrison Formation and Their World. Indiana University Press. pp. 327-329.
5. ↑  F. v. Huene, 1904, "Dystrophaeus viaemalae Cope in neuer Beleuchtung",  Neues Jahrbuch für Mineralogie, Geologie und Paläontologie 19: 319-333
6. ↑  Gillette, D.D., 1996, "Origin and early evolution of the sauropod dinosaurs of North America -- the type locality and stratigraphic position of Dystrophaeus viaemalae Cope 1877", In: Huffman, A.C., Lund, W.R., and Godwin, L.H. (eds), Geology and resources of the Paradox Basin, Utah Geological Association Guidebook, 25: 313-324
7. ↑  Gillette, D.D., 1996, "Stratigraphic position of the sauropod Dystrophaeus viaemalae Cope and its evolutionary implications", In: Morales, Michael, editor, The continental Jurassic, Museum of Northern Arizona Bulletin 60: 59-68